# Nowobachmutiwka (nowobachmutiwśkyj starostynśkyj okruh)
Nowobachmutiwka (ukr. Новобахмутівка) – wieś na Ukrainie, w obwodzie donieckim, w rejonie pokrowskim. W 2001 liczyła 890 mieszkańców.